# Willibald (Name)
Willibald (auch Bilibald und Wilibald) ist ein altsächsischer männlicher Vorname und bedeutet so viel wie „Der mit kühner Entschlusskraft Ausgestattete“. Der Name findet sich im deutschen Sprachraum heute eher selten und ist am häufigsten in Süddeutschland zu finden. Als Kurzform wird meist Willi verwendet.

## Personen namens Willibald
Mittelalter
- Willibald von Eichstätt (um 700–787), Missionar in Deutschland und erster Bischof von Eichstätt
- Willibald von Mainz (8. Jahrhundert), Priester, Verfasser der Vita Sancti Bonifatii

Vorname
- Willibald Alexis (1798–1871), deutscher Schriftsteller
- Wilibald Swibert Joseph Gottlieb von Besser (1784–1842), österreichischer Botaniker und Entomologe
- Willibald Beyschlag (1823–1900), deutscher evangelisch-lutherischer Theologe
- Willibald Dörfler (* 1944), österreichischer Mathematiker
- Willibald Eser (1933–2005), deutscher Drehbuchautor
- Willibald Feuerlein (1781–1850), deutscher Jurist, von 1820 bis 1833 Stadtschultheiß Stuttgarts
- Willibald Gebhardt (1861–1921), deutscher Sportfunktionär und Mitbegründer der olympischen Bewegung in Deutschland
- Willibald Guggenmos (geboren 1957), deutscher Organist und Kirchenmusiker
- Wilibald Gurlitt (1889–1963), deutscher Musikwissenschaftler
- Willibald Heger (1919–2007), Kommandant des KZ Loborgrad
- Willibald Hilf (1931–2004), deutscher Rundfunkintendant
- Willibald Imhoff (1519–1580), Nürnberger Patrizier, Kunstsammler, Kaufmann und Bankier
- Willibald Jentschke (1911–2002), aus Österreich stammender experimenteller Kern- und Teilchen-Physiker
- Willibald Kaehler (1866–1938), deutscher Dirigent und Komponist
- Willibald Krain (1886–1945), deutscher Maler, Zeichner und Illustrator
- Willibald Kreß (1906–1989), deutscher Fußballspieler und -trainer
- Willibald Lichtenheldt (1901–1980), deutscher Ingenieur und Hochschullehrer
- Willibald Liehr (1941–2011), österreichischer Jurist, Mitglied des Verfassungsgerichtshofes der Republik Österreich
- Willibald Leo von Lütgendorff-Leinburg (1856–1937), deutscher Historien- und Genremaler, Kunsterzieher und Kunsthistoriker
- Willibald Mannes (1925–2022), deutscher Zimmerermeister, Architekt und Autor
- Willibald Nagel (1870–1911), deutscher Sinnesphysiologe
- Willibald Pahr (* 1930), österreichischer Politiker, Diplomat und Jurist
- Willibald Pirckheimer (1470–1530), Nürnberger Humanist und Universalgelehrter
- Willibald Plöchl (1907–1984), österreichischer Jurist und Hochschullehrer
- Willibald Pschyrembel (1901–1987), deutscher Mediziner (Frauenarzt), Autor und Universitätsprofessor
- Willibald Ruttensteiner (* 1962), österreichischer Fußballfunktionär und -trainer
- Willibald Sauerländer (1924–2018), deutscher Kunsthistoriker und Kunstkritiker
- Wilibald von Schulenburg (1847–1934), deutscher Landschaftsmaler und Volkskundler
- Wilibald Winkler (1933–2010), polnischer Politiker (AWS) und Woiwode von Schlesien

- Willibald Winkler (1914–1984 (?)), deutscher Jazz- und Unterhaltungsmusiker und Herausgeber von Notensammlungen
- Willibald Wolfsteiner (1855–1942), deutscher Benediktiner und Abt des Klosters Ettal

Zweitname
- Christoph Willibald Gluck (1714–1787), deutscher Komponist
- Joseph Willibald Michl (1745–1816), deutscher Komponist

## Als Nachname
- Elisabeth Willibald (* 1996), deutsche Skirennläuferin